# Hunuganahalli, Belur
Hunuganahalli là một làng thuộc tehsil Belur, huyện Hassan, bang Karnataka, Ấn Độ.